# Hurlach
Hurlach ist eine Gemeinde und ein Pfarrdorf im oberbayerischen Landkreis Landsberg am Lech.

## Gemeindeteile
Außer dem Pfarrdorf Hurlach gibt es keine weiteren Gemeindeteile.
Die Kolonie Hurlach zählt mittlerweile zum Gemeindeteil Hurlach.

## Geschichte

### Bis zum 19. Jahrhundert

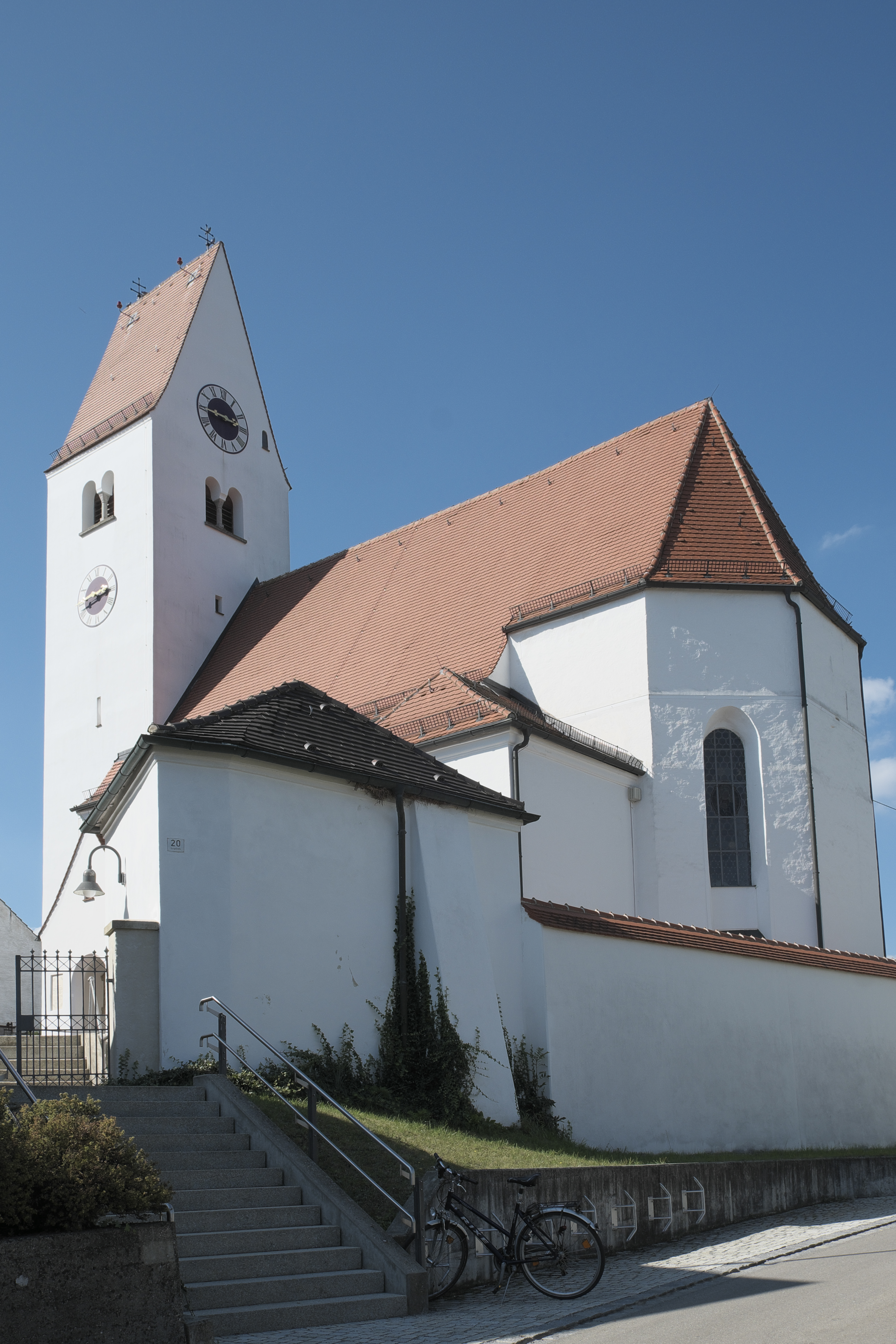
St. Laurentius

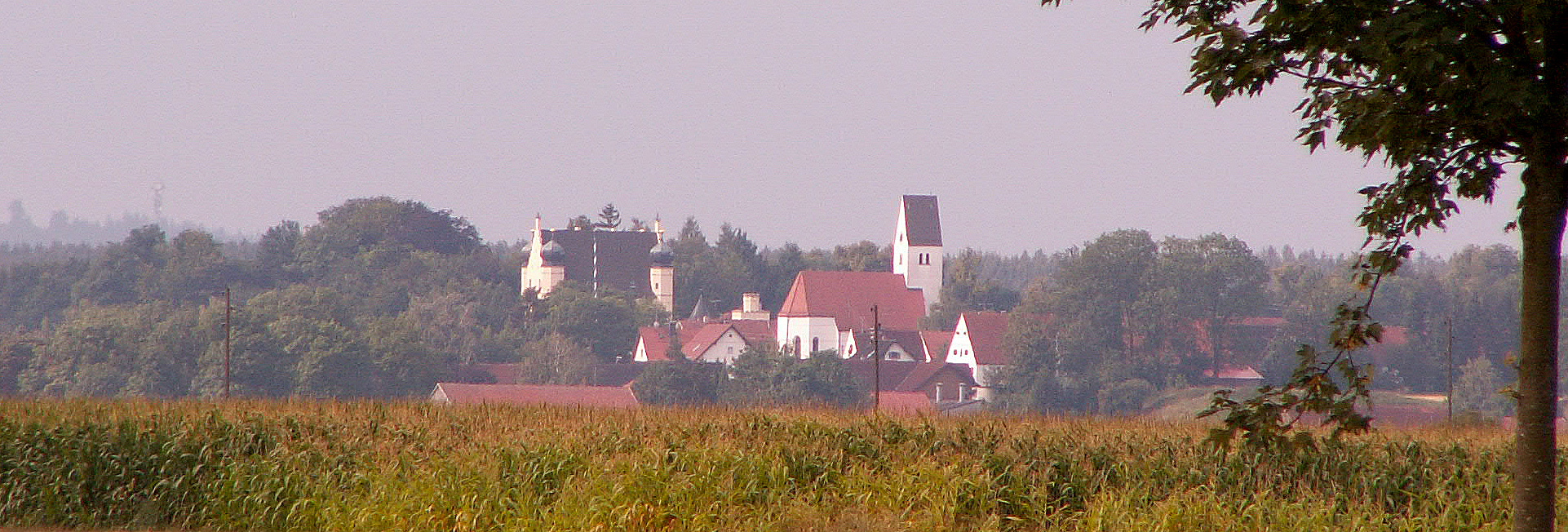
Hurlach von Norden

Hurlach gehörte den Freiherren von Donnersberg. Der Ort war Teil des Kurfürstentums Bayern und bildete eine geschlossene Hofmark, deren Sitz Hurlach war.
Urkundlich wurde Hurlach erstmals 1140 erwähnt. Die Hurnloher, die im 12. Jahrhundert Hofmarkherren in Hurlach waren, dürften Lehensmannen der Welfen gewesen sein, die damals als Herzöge in Bayern herrschten. Wohl im Jahr 1180 wurde Hurlach wittelsbachisch, kam dann noch kurze Zeit an die Hohenstaufen und nach deren Aussterben 1268 endgültig zu Bayern.
Nach den Hurnlohern sind als Hofmark- und Schlossherren noch bekannt die Giessen, von Villenbach, Meuting, Pimmel, Haug, Manlich, Fugger, Langenmantel, Pemler, von Donnersberg, Karwinsky, von der Leyen, Horlacher und von Schnurbein.
Der Kirchturm der Pfarrkirche aus der zweiten Hälfte des 13. Jahrhunderts gilt als der älteste des  Landkreises Landsberg. Das Kirchenschiff stammt aus der Zeit um 1500, die Ausstattung aus dem 17. Jahrhundert. Südlich des Dorfes liegt die malerische Margarethenkapelle. Der Pfarrhof wurde 1854 neu gebaut.
Das Schloss Hurlach, auf der gleichen Geländestufe wie Pfarrkirche und Margarethenkapelle, Pfarrhaus und der stattliche Gasthof gelegen, wurde um das Jahr 1610 von Marx Fugger (1564–1614, Herr zu Kirchberg und Weißenhorn) errichtet und 1899 erneuert. Es ist ein rechteckiger Bau mit vier Ecktürmen und altem Dachstuhl, im Inneren mit bemerkenswerten nachgotischen Gewölbefigurationen.

### 20. Jahrhundert
In der Kolonie Hurlach existierte von August 1944 bis April 1945 das KZ-Außenlager Kaufering IV – Hurlach, in dem Frauen und Männer beim unterirdischen Fabrikbau und bei der Errichtung des Flugplatzes Lechfeld Zwangsarbeit verrichten mussten.  Für die 360 Opfer wurde ein KZ-Friedhof angelegt, wo ein Gedenkstein an die überwiegend jüdischen Häftlinge erinnert.
Im Jahr 1965 kam das Schloss an den Kinderdorfverband, der dort eine jugendpsychiatrische Station einrichtete. 1972 wurde das Hurlacher Schloss von dem christlichen Missionswerk Jugend mit einer Mission gekauft; es wird seither als Schulungszentrum genutzt.

### Einwohnerentwicklung
| Jahr | Einwohner |
| ---- | --------- |
| 1970 | 0903      |
| 1987 | 1075      |
| 1991 | 1169      |
| 1995 | 1327      |
| 2000 | 1395      |
| 2005 | 1577      |
| 2010 | 1635      |
| 2015 | 1820      |
| 2018 | 1875      |
| 2019 | 1942      |
| 2023 | 2049      |

Zwischen 1988 und 2019 wuchs die Gemeinde von 1090 auf 1942 um 852 Einwohner an bzw. um 78,2 % (im genannten Zeitraum zweithöchstes prozentuales Wachstum im Landkreis Landsberg a. L.).

## Politik
Die Gemeinde ist Mitglied der Verwaltungsgemeinschaft Igling.

### Gemeinderat
| Jahr | CSU | Dorfgemeinschaft Hurlach | gesamt | Wahlbeteiligung in % |
| ---- | --- | ------------------------ | ------ | -------------------- |
| 2020 | 6   | 6                        | 12     |                      |
| 2014 | 6   | 6                        | 12     | 61,3                 |
| 2008 | 5   | 7                        | 12     | 66,0                 |
| 2002 | 5   | 7                        | 12     | 76,9                 |

### Bürgermeister
Erster Bürgermeister ist Andreas Glatz (CSU).

### Wappen
| Wappen von Hurlach | Blasonierung: „Unter schwarzem Schildhaupt gerautet von Silber und Rot.“ |
| Wappen von Hurlach | Wappenbegründung: Das Gemeindewappen entspricht dem Wappen des Ortsadelsgeschlechts der Hurlacher (Hurnloher), das im 12. Jahrhundert mit Besitz in Hurlach belegt und nach 1350 ausgestorben ist. Die Herren von Hurlach waren Ministerialen des Hochstifts Augsburg; Hurnloher sind bis Mitte des 14. Jahrhunderts auch als Stadtpfleger von Augsburg nachweisbar. Das schlichte Wappen der Hurlacher ist auf Siegeln und in Wappenbüchern aus dem 16. Jahrhundert überliefert. Dieses Wappen wird seit 1953 geführt. |

## Wirtschaft und Infrastruktur

### Wirtschaft einschließlich Land- und Forstwirtschaft
2019 gab es 351 sozialversicherungspflichtig Beschäftigte am Arbeitsort, 805 sozialversicherungspflichtig Beschäftigte am Wohnort und 20 Arbeitslose. Im verarbeitenden Gewerbe gab es zwei Betriebe, im Bauhauptgewerbe zwei Betriebe. 2016 bestanden 30 landwirtschaftliche Betriebe mit einer landwirtschaftlich genutzten Fläche von 1568 ha.

### Bildung
Es gibt folgende Einrichtungen (Stand: 2020):
- Kindergärten: 127 Kindergartenplätze

## Sehenswürdigkeiten
- Gedenkstätte Konzentrationslager-Friedhof Hurlach: Nach einer kurzen Strecke auf der Bundesstraße 17 von Kaufering-Nord in Richtung Augsburg zweigt bei Hurlach ein Feldweg ab bei einem Hinweisschild. Auf dem sehr versteckt liegenden KZ-Friedhof südlich des Feldweges trägt ein dreiteiliger Gedenkstein den Davidstern und eine kurze Inschrift. Der Friedhof des KZ-Kommandos Kaufering IV befindet sich auf einer seltenen Heidefläche des Lechs (über 350 Toten aus dem Jahr 1945 wird hier gedacht).
- Schloss Hurlach wurde etwa 1610 erbaut und wird seit 1972 von dem christlichen Missionswerk Jugend mit einer Mission als Schulungszentrum genutzt.
- Gemeindemuseum Hurlach

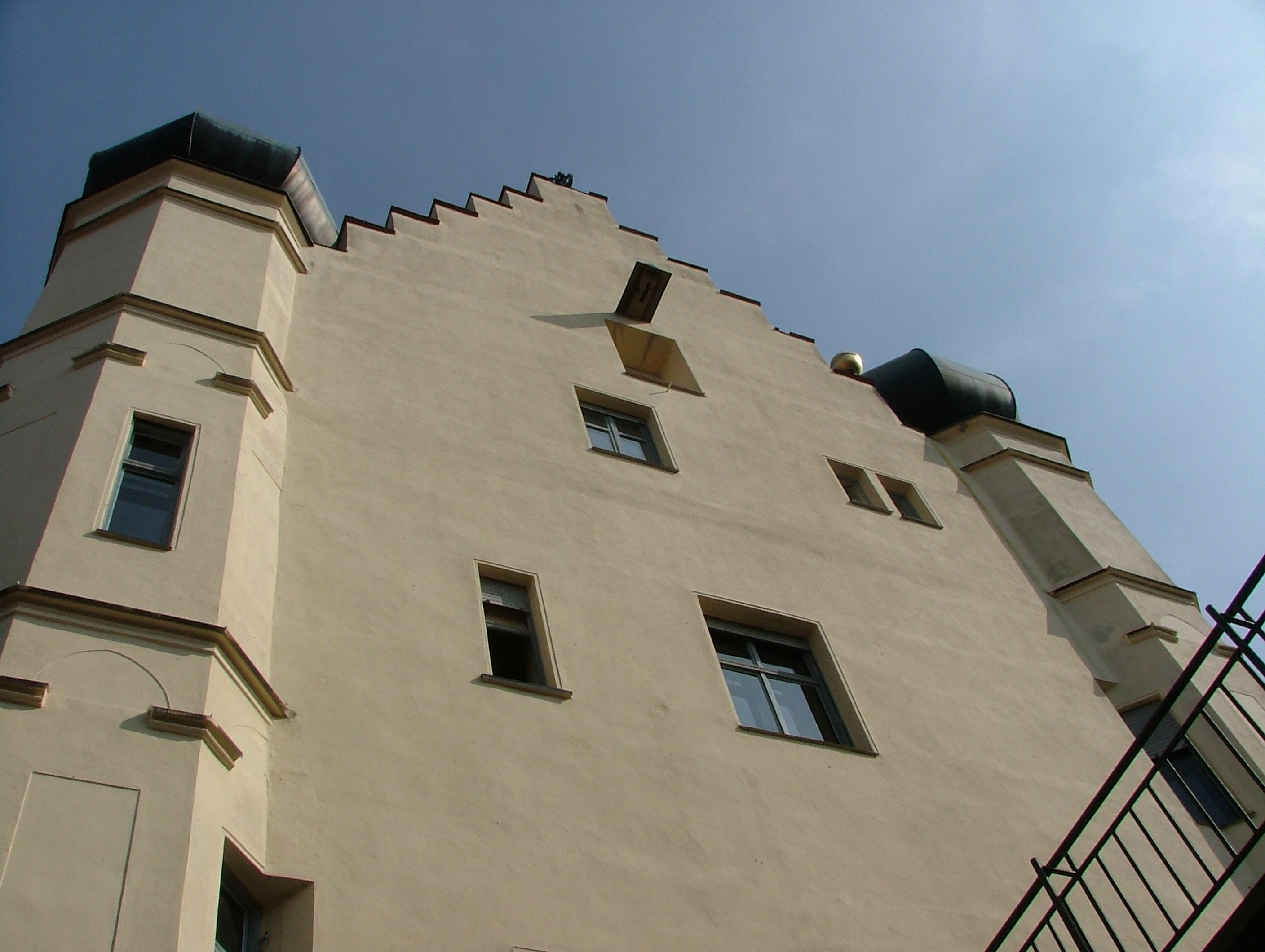
Schloss Hurlach
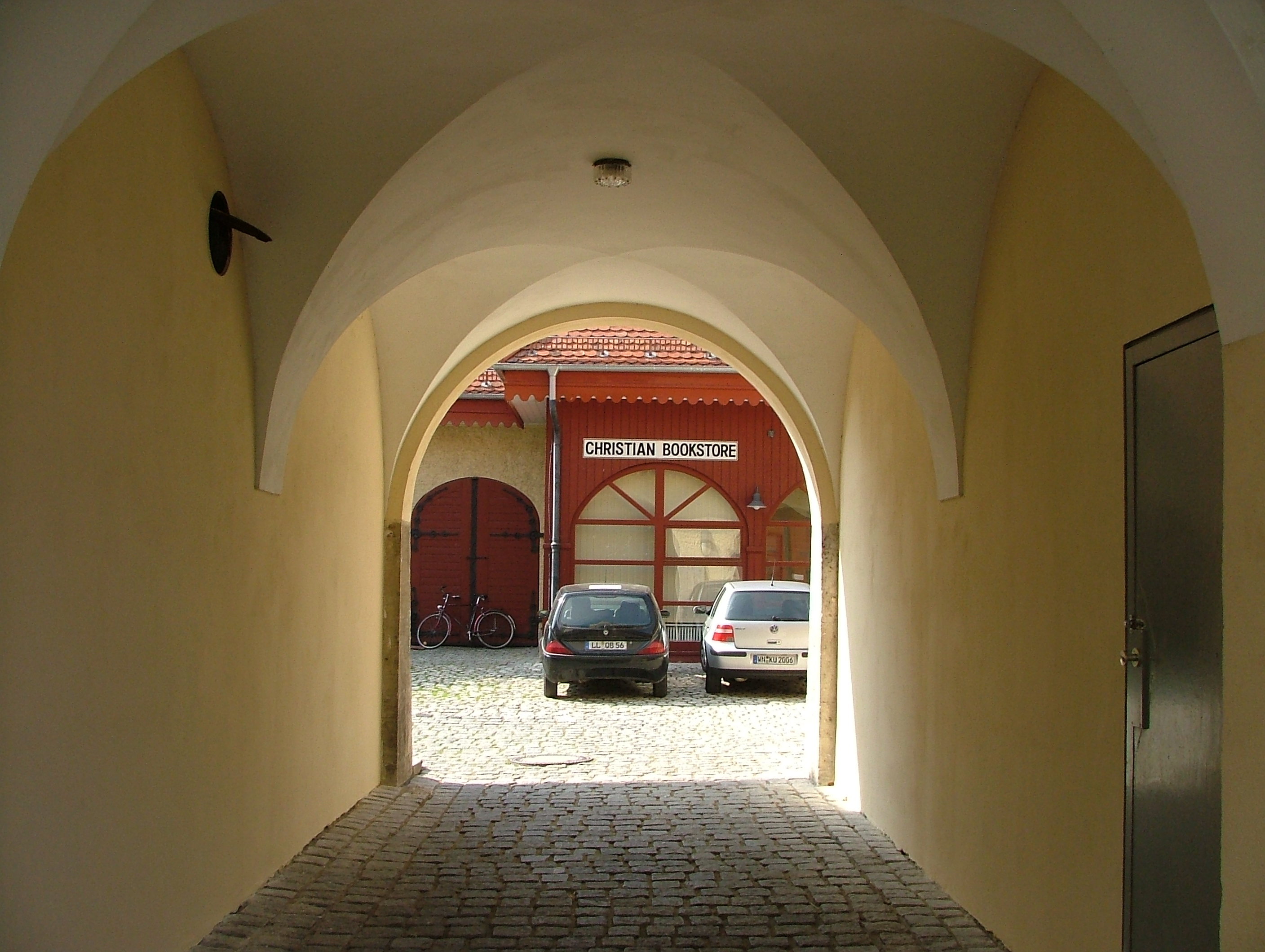
Christian Bookstore
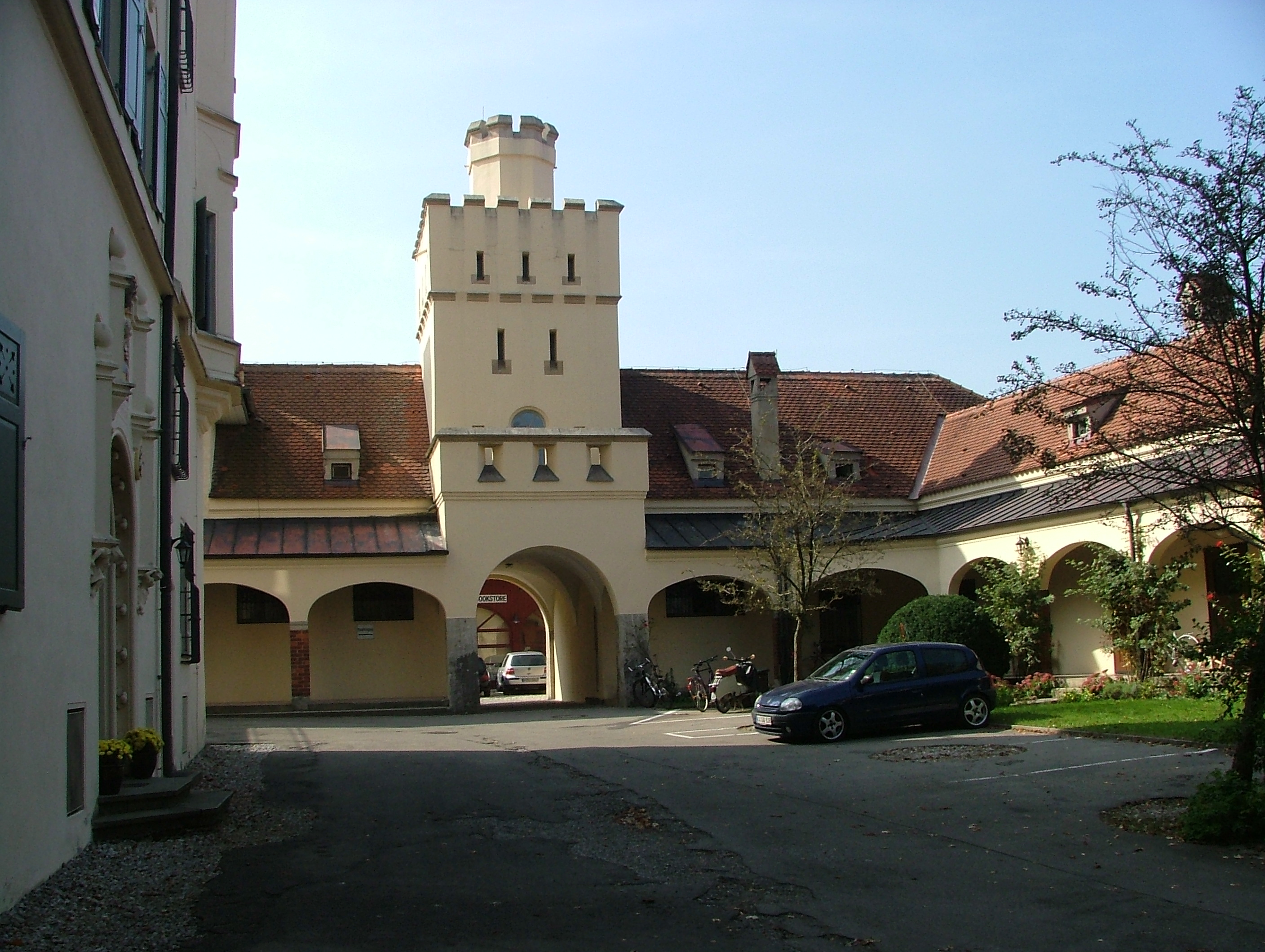
Innenhof